# Voetbalkampioenschap van Rijn-Saar 1931/32
In 1931/32 werd het vijfde voetbalkampioenschap van Rijn-Saar gespeeld, dat georganiseerd werd door de Zuid-Duitse voetbalbond.
SV Waldhof werd kampioen van de groep Rijn en FK Pirmasens van de groep Saar. De Zuid-Duitse eindronde werd dit jaar geherstructureerd en buiten de twee kampioenen plaatsten zich enkel de vicekampioenen, deze werden nu wel samen onderverdeeld in twee geografische groepen. Vicekampioen VfL Neckarau behaalde het beste resultaat met een vierde plaats.

## Bezirksliga

### Rijn
| Plaats | Club                       | Wed. | W  | G | V  | Saldo | Ptn.  |
| ------ | -------------------------- | ---- | -- | - | -- | ----- | ----- |
| 1.     | SV Waldhof 07              | 18   | 13 | 3 | 2  | 68:17 | 29:7  |
| 2.     | VfL 1884 Neckarau          | 18   | 11 | 5 | 2  | 43:21 | 27:9  |
| 3.     | FC Phönix 04 Ludwigshafen  | 18   | 10 | 4 | 4  | 53:31 | 24:12 |
| 4.     | VfR Mannheim 1896          | 18   | 10 | 2 | 6  | 48:30 | 22:14 |
| 5.     | Mundenheimer SpVgg         | 18   | 9  | 2 | 7  | 36:40 | 20:16 |
| 6.     | SpVgg 03 Sandhofen         | 18   | 7  | 3 | 8  | 27:25 | 17:19 |
| 7.     | SVgg Amicitia 09 Viernheim | 18   | 7  | 2 | 9  | 33:35 | 16:20 |
| 8.     | Mannheimer FC Lindenhof 08 | 18   | 4  | 6 | 8  | 25:31 | 14:22 |
| 9.     | SV 1916 Sandhausen         | 18   | 2  | 2 | 14 | 15:84 | 6:30  |
| 10.    | FG 10 Kirchheim            | 18   | 2  | 1 | 15 | 25:59 | 5:31  |

|  | Kampioen, geplaatst voor Zuid-Duitse eindronde |
|  | Geplaatst voor Zuid-Duitse eindronde           |
|  | Degradatie                                     |

### Saar
| Plaats | Club                        | Wed. | W  | G | V  | Saldo | Ptn.  |
| ------ | --------------------------- | ---- | -- | - | -- | ----- | ----- |
| 1.     | FK 1903 Pirmasens           | 18   | 13 | 3 | 2  | 54:28 | 29:10 |
| 2.     | FV 03 Saarbrücken           | 18   | 12 | 2 | 4  | 53:23 | 26:10 |
| 3.     | Sportfreunde 05 Saarbrücken | 18   | 7  | 5 | 6  | 40:43 | 19:17 |
| 4.     | 1. FC Kaiserslautern        | 18   | 8  | 3 | 7  | 44:49 | 19:17 |
| 5.     | SC Saar 05 Saarbrücken      | 18   | 6  | 5 | 7  | 39:36 | 17:19 |
| 6.     | 1. FC 1907 Idar             | 18   | 6  | 5 | 7  | 42:41 | 17:19 |
| 7.     | Borussia VfB Neunkirchen    | 18   | 7  | 3 | 8  | 27:30 | 17:19 |
| 8.     | SV 05 Saarbrücken           | 18   | 6  | 4 | 8  | 29:42 | 16:20 |
| 9.     | VfR Pirmasens               | 18   | 4  | 3 | 11 | 31:43 | 11:25 |
| 10.    | SV Westmark 05 Trier        | 18   | 2  | 5 | 11 | 28:52 | 9:27  |

## Kreisliga

### Unterbaden
| Plaats | Club                          | Wed. | W  | G | V  | Saldo  | Ptn.  |
| ------ | ----------------------------- | ---- | -- | - | -- | ------ | ----- |
| 1.     | FC Germania 03 Friedrichsfeld | 24   | 19 | 3 | 2  | 73:20  | 41:07 |
| 2.     | TSV Altrip                    | 23   | 19 | 0 | 4  | 76:36  | 38:08 |
| 3.     | FV 09 Weinheim                | 23   | 16 | 1 | 6  | 66:40  | 33:13 |
| 4.     | VfTuR Feudenheim              | 24   | 16 | 0 | 8  | 75:38  | 32:16 |
| 5.     | SC Käfertal                   | 24   | 15 | 0 | 9  | 68:44  | 30:18 |
| 6.     | Mannheimer FC Phönix 02       | 23   | 12 | 4 | 7  | 45:29  | 28:18 |
| 7.     | SC Neckarstadt                | 23   | 8  | 5 | 10 | 48:49  | 21:25 |
| 8.     | SpVgg 07 Mannheim             | 23   | 8  | 4 | 11 | 50:58  | 20:26 |
| 9.     | SpVgg Fortuna Edingen         | 23   | 10 | 1 | 12 | 58:67  | 21:25 |
| 10.    | FV Fortuna Heddesheim         | 24   | 8  | 2 | 14 | 45:48  | 18:30 |
| 11.    | FC Viktoria Neckarhausen      | 24   | 7  | 1 | 16 | 52:60  | 15:33 |
| 12.    | Mannheimer FG 1913            | 24   | 2  | 2 | 20 | 23:98  | 06:42 |
| 13.    | TV 1846 Mannheim              | 24   | 0  | 3 | 21 | 22:105 | 03:45 |

|  | Deelname promotie-eindronde |

### Neckarkreis

#### Groep I
| Plaats | Club                  |
| ------ | --------------------- |
| 1.     | FG Rohrbach           |
|        | SV 98 Schwetzingen    |
|        | FG Union Heidelberg   |
|        | 1. FC 05 Heidelberg   |
|        | SK Olympia Neulußheim |
|        | VfB Wiesloch          |
|        | FVgg Eppelheim        |
|        | SpVgg Plankstadt      |
|        | FV 08 Hockenheim      |

|  | Finale Neckarkreis |

#### Groep II
| Plaats | Club                  |
| ------ | --------------------- |
| 1.     | SpVgg Eberbach        |
| 2.     | VfB Eppingen          |
|        | FV Eschelborn         |
|        | Viktoria Steinfurt    |
|        | FC Viktoria Bammental |
|        | VfB Rauenberg         |

|  | Play-off voor finale |

Play-off
|  |                |       |              |  |
|  | SpVgg Eberbach | 2 – 1 | VfB Eppingen |  |
|  |                |       |              |  |

#### Finale
| Team #1     | Tot.  | Team #2        | 1ste wed | 2de wed | 3de wed |
| ----------- | ----- | -------------- | -------- | ------- | ------- |
| FG Rohrbach | 8 - 3 | SpVgg Eberbach | 4 - 0    | 1 - 2   | 3 - 1   |

### Vorderpfalz
Uit de Vorderpfalz is enkel kampioen Ludwigshafener FG 03 bekend. 

### Südfalz
Uit de Südpfalz is enkel kampioen VfL Neustadt bekend. 

### Hinterpfalz
Uit de Vorderpfalz is enkel kampioen VfR Kaiserslautern bekend. 

### Promotie-eindronde
| Plaats | Club                          | Wed. | W | G | V | Saldo | Ptn.  |
| ------ | ----------------------------- | ---- | - | - | - | ----- | ----- |
| 1.     | VfR Kaiserslautern            | 8    | 6 | 0 | 2 | 26:13 | 12:04 |
| 2.     | FC Germania 03 Friedrichsfeld | 8    | 6 | 0 | 2 | 20:12 | 12:04 |
| 3.     | Ludwigshafener FG 03          | 8    | 5 | 0 | 3 | 17:13 | 10:06 |
| 4.     | VfL Neustadt                  | 8    | 3 | 0 | 5 | 10:17 | 06:10 |
| 5.     | FG Rohrbach                   | 8    | 0 | 0 | 8 | 09:27 | 00:16 |

|  | Promotie naar Bezirksliga Rijn-Saar 1932/33 (Groep Rijn) |